# Silvia Annichiarico
Silvia Annichiarico (* 25. November 1947 in Mailand) ist eine italienische Sängerin, Schauspielerin und Radiomoderatorin.

## Leben
Annichiarico begann ihre Karriere als Sängerin in der Band von Nora Orlandi und legte anschließend einige Soloaufnahmen vor. Für das Fernsehformat Quelli della notte arbeitete sie dabei mit Renzo Arbore zusammen. Daneben spielte sie seit 1976 immer wieder, wenn auch gelegentlich, in insgesamt neunzehn Kino- und Fernsehfilmen grelle Charakterrollen. Im neuen Jahrtausend machte Annichiarico vor allem mit der Moderation verschiedener Radioprogramme auf sich aufmerksam; dabei war sie sowohl im Mittagsprogramm („La famiglia“ auf „RTL 102.5“) wie auch in der Nachtschiene („Ma la notte no“) tätig.

## Filmografie
- 1976: Luna di miele in tre
- 1986: Ach, du dickes Ei (Sette chili in sette giorni)
- 2006: Eccezzziunale veramente - Capitolo secondo… me

## Diskografie

### Singles
- 1977: Mugghi/I dinosauri (Baby Records, BR 051)
- 1979: (mit Andy Luotto): He's too young to fly/Bbuono, no' bbuono (Compagnia Generale del Disco, 10170)
- 1986: La canottiera/Jolanda (CBS)